# Eugenia Karcz-Taranowicz
Eugenia Karcz-Taranowicz – polska pedagog, dr hab. nauk społecznych, profesor uczelni Instytutu Nauk Pedagogicznych Wydziału Nauk Społecznych Uniwersytetu Opolskiego.

## Życiorys
12 stycznia 1995 obroniła pracę doktorska Społeczno-wychowawcze funkcje polskich towarzystw pedagogicznych w Galicji i na Śląsku Cieszyńskim, 24 maja 2013 habilitowała się na podstawie pracy zatytułowanej Społeczno-pedagogiczne aspekty środowiska lokalnego i edukacji w Polsce na początku XXI wieku. Została zatrudniona na stanowisku profesora nadzwyczajnego w Katedrze Pedagogiki Ogólnej i Badań Edukacyjnych na Wydziale Pedagogicznym Wyższej Szkole Zarządzania i Administracji w Opolu, w Państwowej Wyższej Szkole Zawodowej im. Angelusa Silesiusa w Wałbrzychu, oraz w Instytucie Nauk Pedagogicznych na Wydziale Historycznym i Pedagogicznym Uniwersytetu Opolskiego.
Jest profesorem uczelni w Instytucie Nauk Pedagogicznych na Wydziale Nauk Społecznych Uniwersytetu Opolskiego.